# Croutoy
Croutoy est une commune française située dans le département de l'Oise, en région Hauts-de-France.

## Géographie

### Localisation

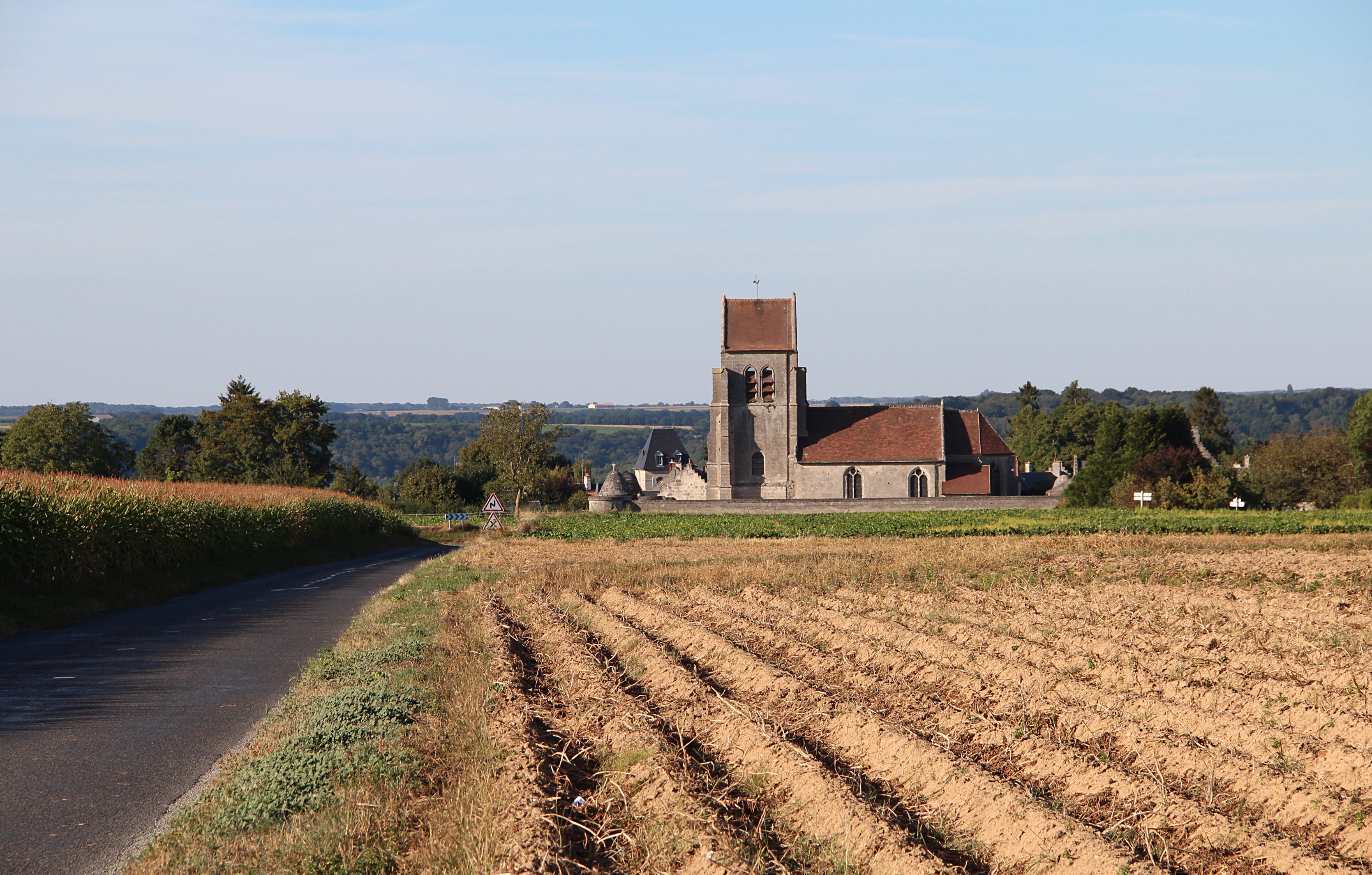
Ambiance du village : l'église sur le plateau.

Croutoy est un village rural du Soissonnais situé à l'est de la forêt de Compiègne, entre Pierrefonds au sud-ouest et Attichy au nord, à 16 km à l'ouest de Compiègne, 21 km à l'ouest de Soissons et à 49 km au nord de Meaux. Il  est situé sur le rebord du plateau qui surplombe la vallée de l'Aisne.
Il est aisément accessible par la Route nationale 31.

### Communes limitrophes
| Couloisy              |         | Jaulzy        |
| Cuise-la-Motte        | Croutoy |               |
| Saint-Étienne-Roilaye | Chelles | Hautefontaine |

### Hydrographie
La commune est située dans le bassin Seine-Normandie. Elle est drainée par le ru de Vandy,.
Le Ru de Vandy, d'une longueur de 16 km, prend sa source dans la commune de Vivières et se jette  dans l'Aisne à Cuise-la-Motte, après avoir traversé sept communes. 

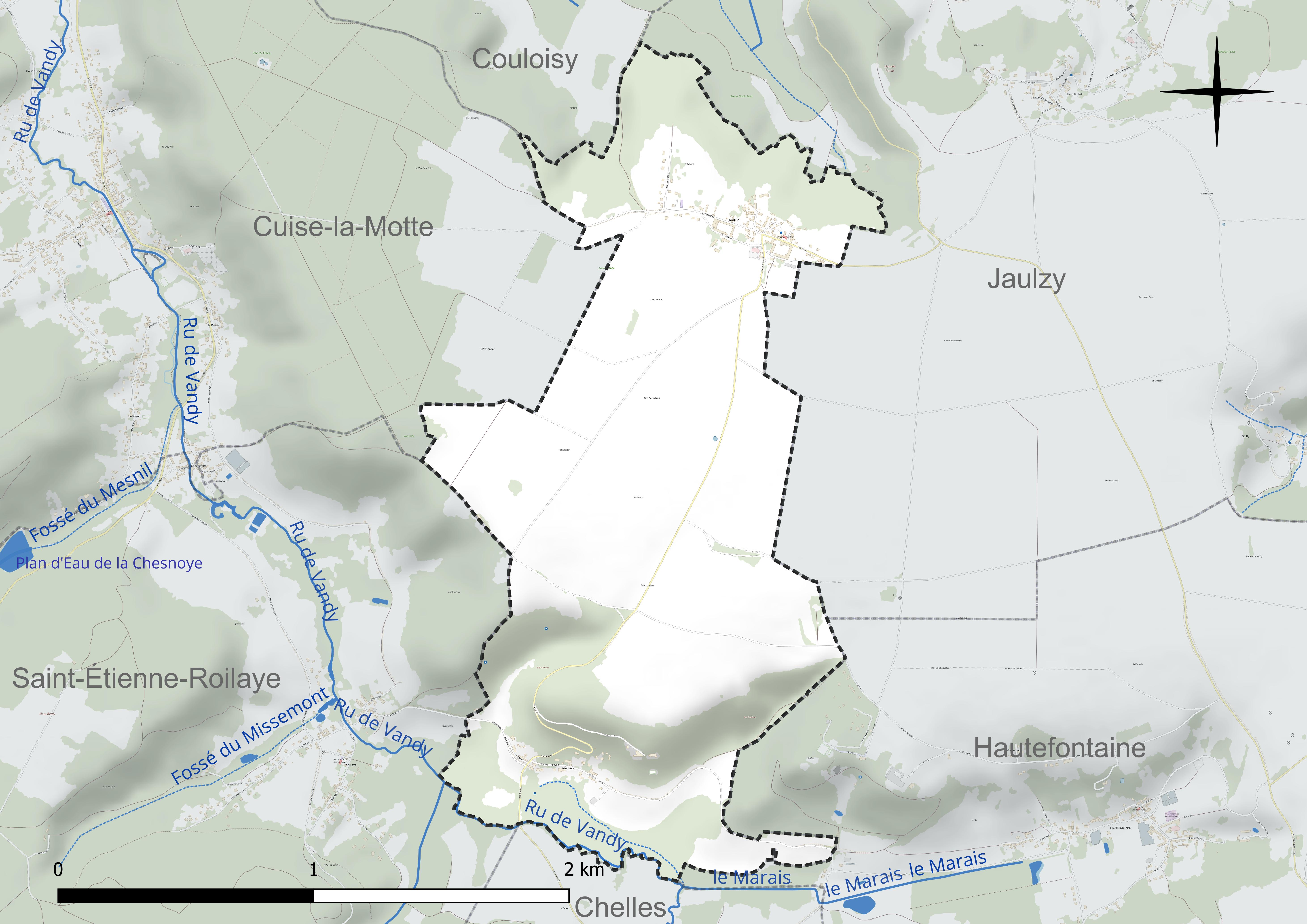
Réseau hydrographique de Croutoy.

### Climat
Pour des articles plus généraux, voir Climat des Hauts-de-France et Climat de l'Oise.
En 2010, le climat de la commune est de type climat océanique dégradé des plaines du Centre et du Nord, selon une étude du CNRS s'appuyant sur une série de données couvrant la période 1971-2000. En 2020, Météo-France publie une typologie des climats de la France métropolitaine dans laquelle la commune est exposée à un climat océanique altéré et est dans la région climatique  Nord-est du bassin Parisien, caractérisée par un ensoleillement médiocre, une pluviométrie moyenne régulièrement répartie au cours de l'année et un hiver froid (3 °C). 
Pour la période 1971-2000, la température annuelle moyenne est de 10,6 °C, avec une amplitude thermique annuelle de 14,9 °C. Le cumul annuel moyen de précipitations est de 748 mm, avec 11,8 jours de précipitations en janvier et 9,4 jours en juillet. Pour la période 1991-2020, la température moyenne annuelle observée sur la station météorologique la plus proche, située sur la commune de Margny-lès-Compiègne à 17 km à vol d'oiseau, est de 11,2 °C et le cumul annuel moyen de précipitations est de 633,5 mm,. Pour l'avenir, les paramètres climatiques de la commune estimés pour 2050 selon différents scénarios d'émission de gaz à effet de serre sont consultables sur un site dédié publié par Météo-France en novembre 2022.

## Urbanisme

### Typologie
Au 1er janvier 2024, Croutoy est catégorisée commune rurale à habitat dispersé, selon la nouvelle grille communale de densité à sept niveaux définie par l'Insee en 2022.
Elle est située hors unité urbaine. Par ailleurs la commune fait partie de l'aire d'attraction de Compiègne, dont elle est une commune de la couronne,. Cette aire, qui regroupe 101 communes, est catégorisée dans les aires de 50 000 à moins de 200 000 habitants,.

### Occupation des sols
L'occupation des sols de la commune, telle qu'elle ressort de la base de données européenne d'occupation biophysique des sols Corine Land Cover (CLC), est marquée par l'importance des territoires agricoles (71,1 % en 2018), une proportion sensiblement équivalente à celle de 1990 (71,2 %). La répartition détaillée en 2018 est la suivante : 
terres arables (71,1 %), forêts (28,9 %). L'évolution de l'occupation des sols de la commune et de ses infrastructures peut être observée sur les différentes représentations cartographiques du territoire : la carte de Cassini (XVIIIe siècle), la carte d'état-major (1820-1866) et les cartes ou photos aériennes de l'IGN pour la période actuelle (1950 à aujourd'hui).

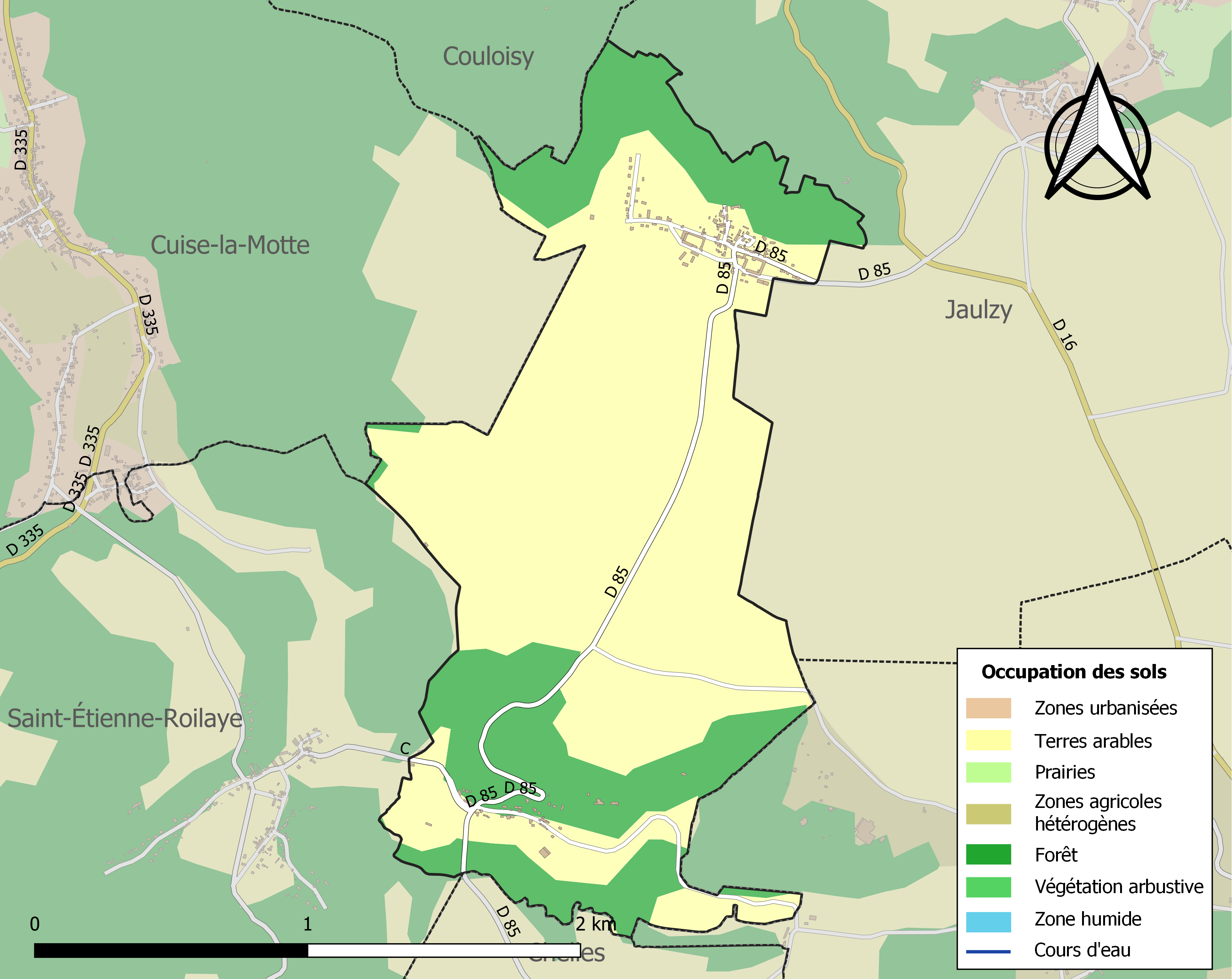
Carte des infrastructures et de l'occupation des sols de la commune en 2018 (CLC).

### Lieux-dits, hameaux et écarts
Croutoy compte un hameau, Martimont, au sud du territoire communal.

### Habitat et logement
En 2018, le nombre total de logements dans la commune était de 107, alors qu'il était de 104 en 2013 et de 100 en 2008.
Parmi ces logements, 82,9 % étaient des résidences principales, 7 % des résidences secondaires et 10 % des logements vacants. Ces logements étaient pour 100 % d'entre eux des maisons individuelles et pour 0 % des appartements.
Le tableau ci-dessous présente la typologie des logements à Croutoy en 2018 en comparaison avec celle de l'Oise et de la France entière. Une caractéristique marquante du parc de logements est ainsi une proportion de résidences secondaires et logements occasionnels (7 %) supérieure à celle du département (2,5 %) et à celle de la France entière (9,7 %). Concernant le statut d'occupation de ces logements, 71,9 % des habitants de la commune sont propriétaires de leur logement (76,7 % en 2013), contre 61,4 % pour l'Oise et 57,5 pour la France entière.
| Typologie                                               | Croutoy | Oise | France entière |
| ------------------------------------------------------- | ------- | ---- | -------------- |
| Résidences principales (en %)                           | 82,9    | 90,4 | 82,1           |
| Résidences secondaires et logements occasionnels (en %) | 7       | 2,5  | 9,7            |
| Logements vacants (en %)                                | 10      | 7,1  | 8,2            |

### Voies de communication et transports
La commune est desservie, en 2023, par les lignes 6302 et 6325 du réseau interurbain de l'Oise.

## Toponymie
Le nom de la localité est attesté sous les formes Crepa (vers 1150) ; altare de Crotai (1156) ; Crotoi (1156) ; de crutis (1207) ; Croutoi (vers 1200) ; « ou terroir de Crotoy » (1304) ; Croutoy (1332) ; « au lieu que on dit en croutoy » (1340) ; le crotoi (1342) ; Crostoy (XVe) ; le Crostois (XVIe) ; le Crotois (XVIe) ; Croustoy (1764) ; Crotoy (1764) ; le Croutoy en Valois (XVIIIe).

Du grec latinisé crypta (creute, croute), « trou, caverne, habitation troglodyte ou abri pour animaux », « lieu pourvu de grottes ». L'hypothèse qui rapproche l'étymologie de Croutoy à Le Crotoy semble contestée.

## Histoire

### Moyen-Âge
Croutoy appartient au IXe siècle  à l'abbaye Saint-Etienne de Choisy-au-Bac.
Le hameau de Martinont est une ancienne seigneurie qui a été aussi importante que la villa royale de Cuise-la-Motte. Il est réuni au domaine royal  et donné en garde à des chevaliers, qui prennent le nom de Martimont. Ce fief comprenait les terres de Courtieux et de Jaulzy et dépendait des châtelains de Pierrefonds et est ruiné dans lors de guerres ; l'église de Martinont est détruite en 1740, après sa réunion à la paroisse de Croutoy.

### Époque contemporaine

#### Première Guerre mondiale
Le terrain d'aviation de Croutoy – Hautefontaine est aménagé lors de la première Guerre mondiale par l'armée française.
Le village a été décoré de la Croix de guerre 1914-1918 le 21 février 1921.

#### Seconde Guerre mondiale
En 1939, l'armée de l'air démarre la construction, sur un plateau, d'un aérodrome secondaire. Il n'a pas été utilisé pendant la bataille de France, sa construction n'étant pas achevée.
Lors de la bataille de France, pour ralentir l'avancée allemande, le Génie français détruit partiellement le pont d'Attichy le 21 mai 1940 et l'armée ordonne l'évacuation du village le même jour. Les jours suivants, les militaires prenaient possession des lieux. Le château devient
l'état-major du 237e RI puis du 1er Bataillon du 170e RI. Le 8 juin, Croutoy est transformé en point d'appui par les troupes en repli et se trouve encerclé
Le 9 juin 1940, après un bombardement aérien allemand puis des combats de rue acharnés, 22 soldats français sont tués près de l'église, dont 10 brancardiers. Le 25 juin, lorsque la population revient dans le village, vingt-cinq maisons sont détruites. Néanmoins, Croutoy devient un  cantonnement de la Wehrmacht et de la Luftwaffe,.
la Luftwaffe fait terminer la construction de l'aérodrome et s'y installe. En octobre 1943, il est répertorié comme « Platz Kommando Haute Fontaine » et comprend deux aires de dispersion, avec au total 13 abris avions et 6 en construction en 1944. Lors du Débarquement de Normandie, le terrain d'aviation de Croutoy est réactivé par la Luftwaffe et bombardé par les avions alliés.
Le village est libéré le 1er septembre 1944 par la 1re Armée américaine à la poursuite des Allemands en retraite.
A la Libération, l'aérodrome est transformé par le Continental Central Prisoners of War Enclosure (CCPWE) en camp de prisonniers allemands, le plus important de France, puisqu'il a une capacité de 60 000 places. Il est rapidement surpeuplé, car 100 000 prisonniers y sont internés. En 1947, le camp ferme et le terrain est rendu à l'agriculture,.
Le premier plan de reconstruction du village est réalisé par l'architecte-urbaniste M. Le Caisne, architecte-urbaniste en juillet 1943, mais les travaux ne commencent que le 25 mars 1949 pour s'achever le 23 mai 1954, jour de la cérémonie dite de la résurrection de Croutoy.
Le village a été cité à l'ordre de la brigade : « Localité dont toutes les habitations ont été sinistrées et dont la population a fait preuve de courage dans l'épreuve et dans la lutte contre l'ennemi.
Déjà citée au titre de la guerre 1914-1918 » et décoré de la Croix de guerre 1939-1945 avec étoile de bronze.

## Politique et administration

### Liste des maires
| Période                                  | Période                       | Identité           | Étiquette | Qualité            |
| ---------------------------------------- | ----------------------------- | ------------------ | --------- | ------------------ |
| Les données manquantes sont à compléter. |                               |                    |           |                    |
| avant 1950                               |                               | M. de France       |           | Général            |
| Les données manquantes sont à compléter. |                               |                    |           |                    |
| 1995                                     | 18 juin 2012                  | Bernard Charlet    |           | Décédé en fonction |
| septembre 2012                           | 2014                          | Alain Charpentier  |           | Cadre commercial   |
| 2014                                     | mai 2020                      | Axell de Bruyn     |           | agriculteur        |
| mai 2020                                 | En cours (au 2 décembre 2021) | Guillain de France |           |                    |

## Population et société

### Démographie

#### Évolution démographique
L'évolution du nombre d'habitants est connue à travers les recensements de la population effectués dans la commune depuis 1793. Pour les communes de moins de 10 000 habitants, une enquête de recensement portant sur toute la population est réalisée tous les cinq ans, les populations de référence des années intermédiaires étant quant à elles estimées par interpolation ou extrapolation. Pour la commune, le premier recensement exhaustif entrant dans le cadre du nouveau dispositif a été réalisé en 2005.

En 2022, la commune comptait 205 habitants, en évolution de −1,91 % par rapport à 2016 (Oise : +0,87 %, France hors Mayotte : +2,11 %).
| 1793 | 1800 | 1806 | 1821 | 1831 | 1836 | 1841 | 1846 | 1851 |
| ---- | ---- | ---- | ---- | ---- | ---- | ---- | ---- | ---- |
| 182  | 178  | 233  | 211  | 410  | 239  | 234  | 229  | 222  |

| 1856 | 1861 | 1866 | 1872 | 1876 | 1881 | 1886 | 1891 | 1896 |
| ---- | ---- | ---- | ---- | ---- | ---- | ---- | ---- | ---- |
| 219  | 214  | 204  | 199  | 198  | 201  | 193  | 192  | 183  |

| 1901 | 1906 | 1911 | 1921 | 1926 | 1931 | 1936 | 1946 | 1954 |
| ---- | ---- | ---- | ---- | ---- | ---- | ---- | ---- | ---- |
| 178  | 169  | 224  | 171  | 179  | 177  | 200  | 143  | 191  |

| 1962 | 1968 | 1975 | 1982 | 1990 | 1999 | 2005 | 2006 | 2010 |
| ---- | ---- | ---- | ---- | ---- | ---- | ---- | ---- | ---- |
| 168  | 165  | 150  | 163  | 161  | 173  | 233  | 236  | 219  |

| 2015 | 2020 | 2022 | - | - | - | - | - | - |
| ---- | ---- | ---- | - | - | - | - | - | - |
| 212  | 207  | 205  | - | - | - | - | - | - |

#### Pyramide des âges
La population de la commune est relativement jeune.
En 2018, le taux de personnes d'un âge inférieur à 30 ans s'élève à 31,9 %, soit en dessous de la moyenne départementale (37,3 %). À l'inverse, le taux de personnes d'âge supérieur à 60 ans est de 20,3 % la même année, alors qu'il est de 22,8 % au niveau départemental.
En 2018, la commune comptait 103 hommes pour 104 femmes, soit un taux de 50,24 % de femmes, légèrement inférieur au taux départemental (51,11 %).
Les pyramides des âges de la commune et du département s'établissent comme suit.
| Hommes | Classe d’âge | Femmes |
| ------ | ------------ | ------ |
| 1,0    | 90 ou +      | 1,0    |
| 5,8    | 75-89 ans    | 5,8    |
| 11,7   | 60-74 ans    | 15,4   |
| 30,1   | 45-59 ans    | 28,8   |
| 17,5   | 30-44 ans    | 19,2   |
| 21,4   | 15-29 ans    | 12,5   |
| 12,6   | 0-14 ans     | 17,3   |

| Hommes | Classe d’âge | Femmes |
| ------ | ------------ | ------ |
| 0,5    | 90 ou +      | 1,4    |
| 5,5    | 75-89 ans    | 7,6    |
| 15,6   | 60-74 ans    | 16,3   |
| 20,8   | 45-59 ans    | 20     |
| 19,4   | 30-44 ans    | 19,4   |
| 17,6   | 15-29 ans    | 16,2   |
| 20,6   | 0-14 ans     | 19,1   |

### Manifestations culturelles et festivités
- La fête de la pomme, organisée par l'association les Corneilles et le comité des fêtes. Sa 25e édition a eu lieu en 2008[30]

## Culture locale et patrimoine

### Lieux et monuments
- Église classée monument historique (MH) en 1920[31], au milieu d'un des rares cimetières fortifiés conservés dans l'Oise, datant du XVIe siècle, avec une échauguette qui protège l'angle du mur d'enceinte percé de trous d'arquebuse. Une tourelle à coupole située à l'autre extrémité fait de même du côté des champs. 
Elle a été sérieusement endommagée en 1940. 
À l'intérieur, fonts baptismaux en pierre (XIIIe siècle), Vierge à l'enfant en marbre (fin XIVe siècle), aigle lutrin en bois sculpté[32].
  - Vitraux de l'église : exécutés par Jean-Jacques Grüber, maître verrier, villa d'Alésia à Paris et posés en 1952, ils ont été réalisés grâce aux dons des habitants de Croutoy et des anciens du 170e RI.
  - Chœur : à gauche, Noël, Marie et Jésus avec deux femmes ; au centre, couronnement de Notre-Dame par son fils ; à droite, Marie avec l'ange Gabriel (Ave Maria).
  - Chapelle de gauche : on retrouve les hirondelles, symbole du 170e régiment d'infanterie.

L'église fortifiée du Croutoy
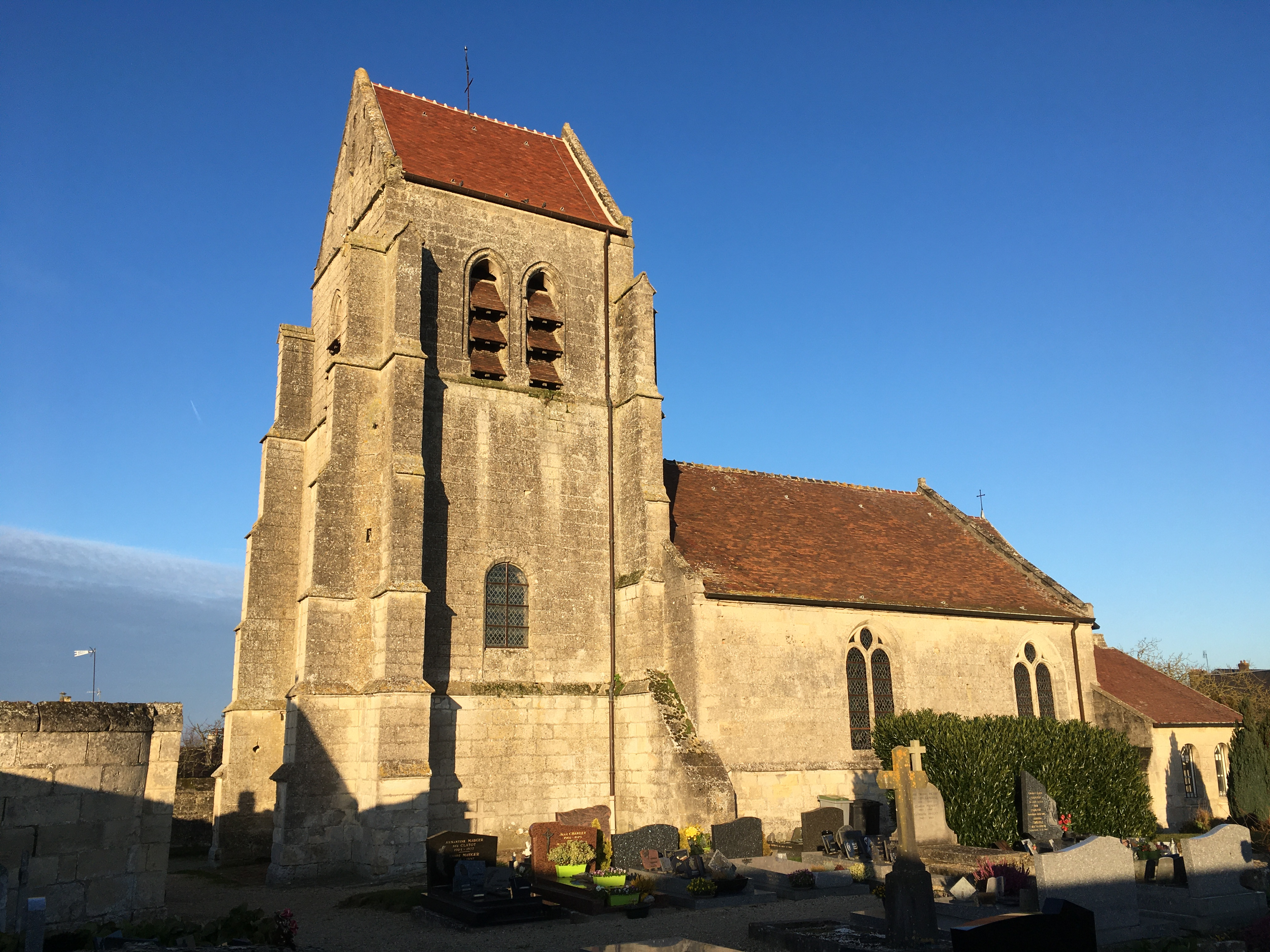
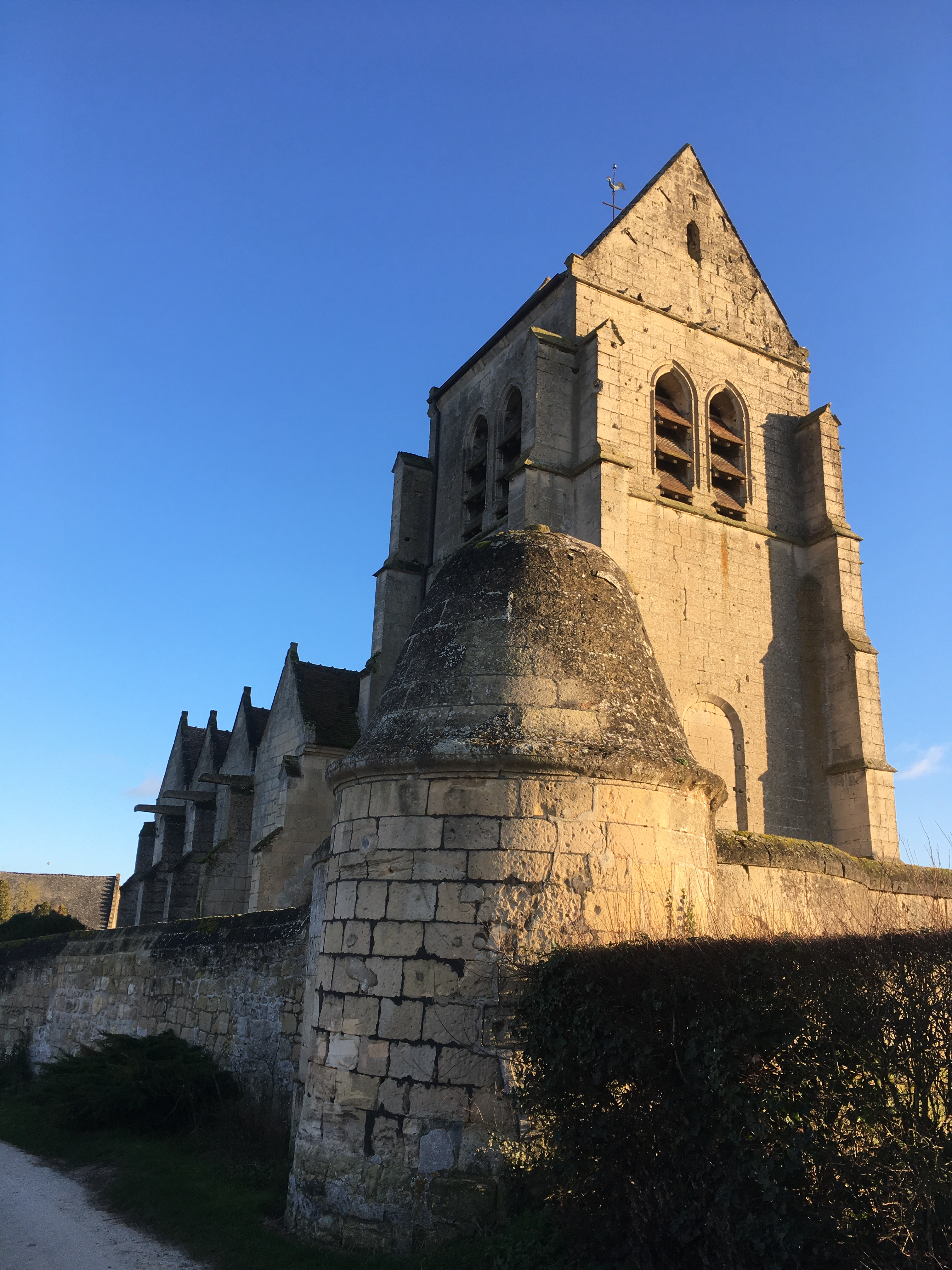
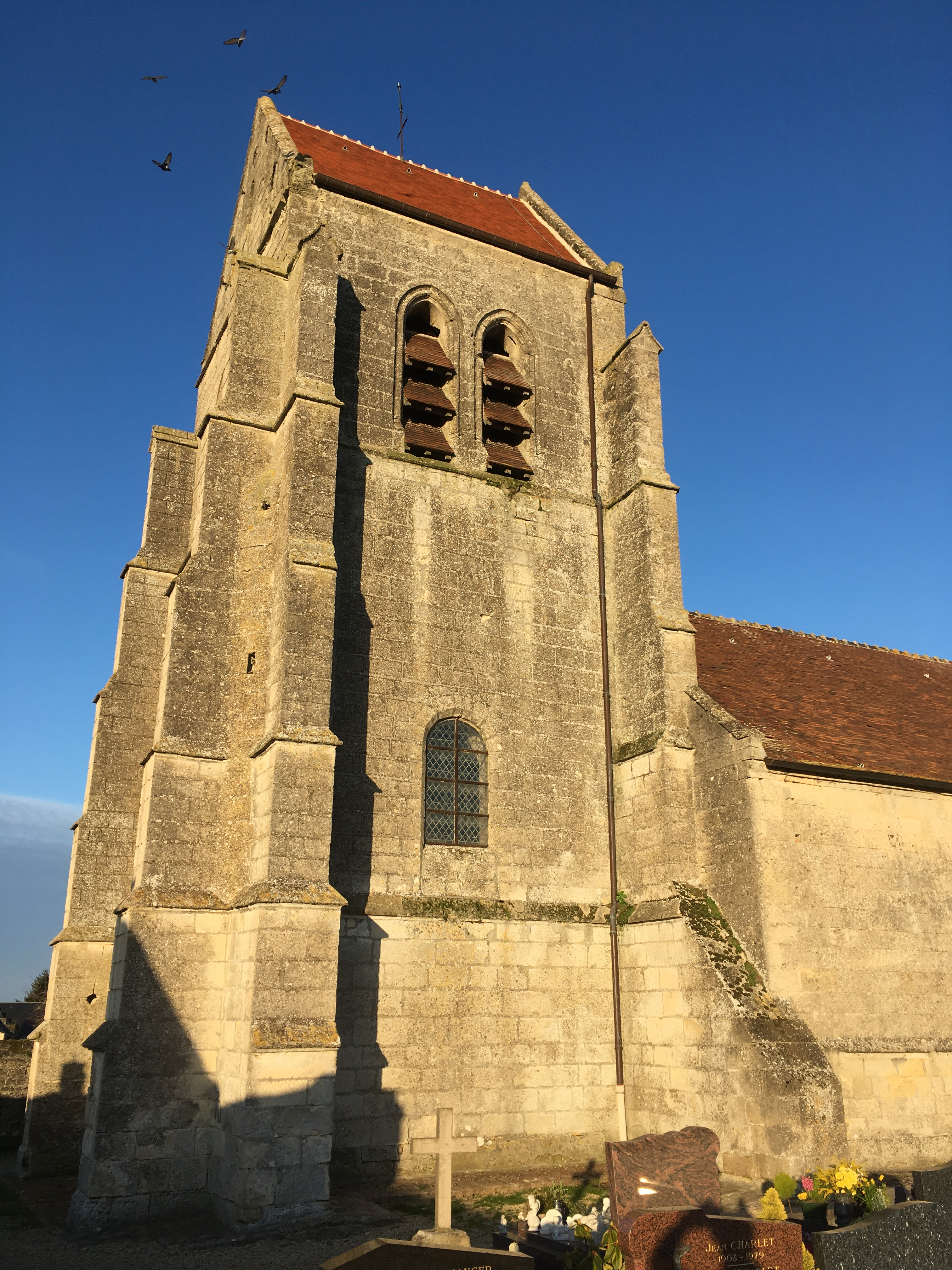
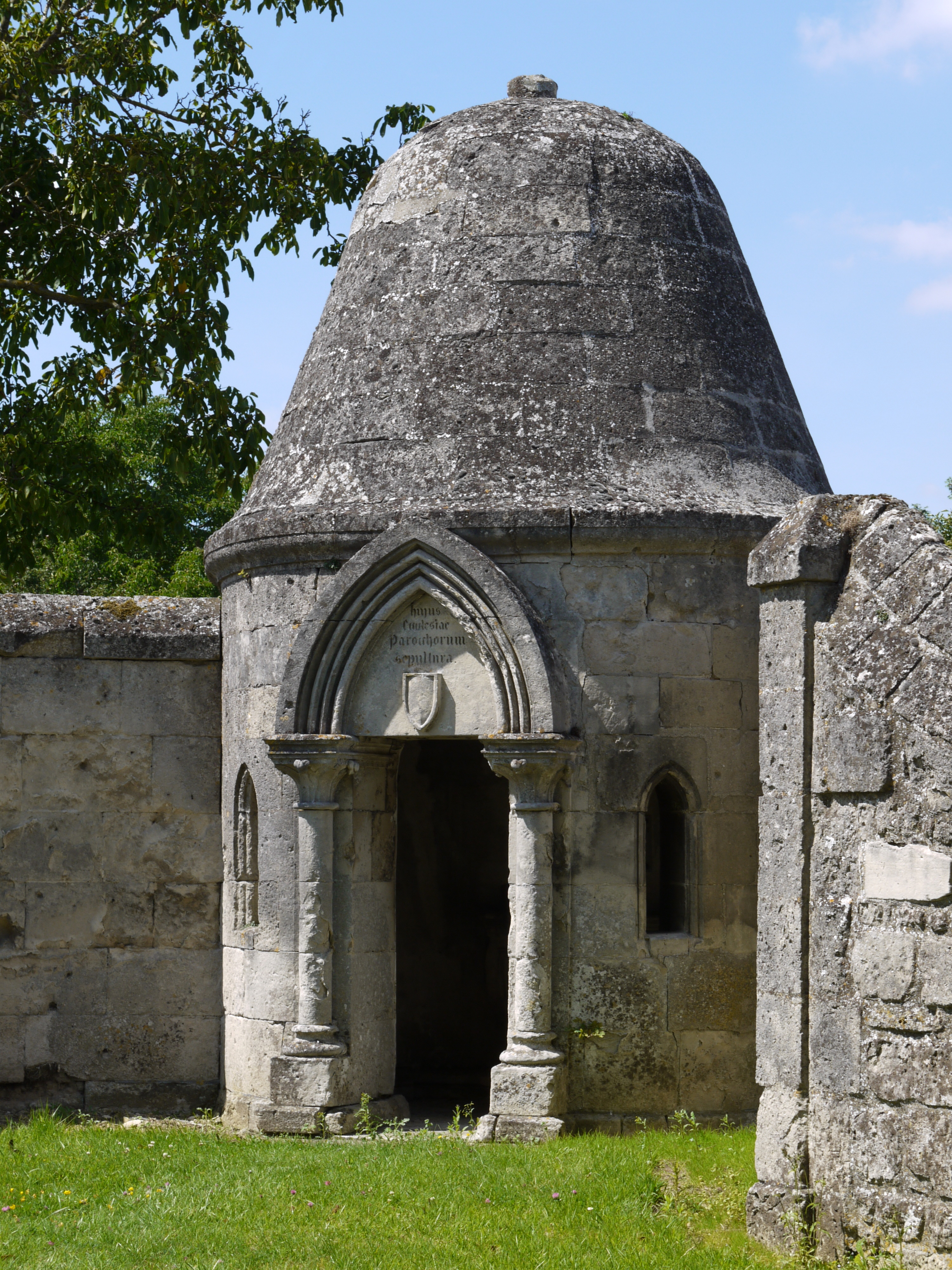
Tourelle en encorbellement de l'église

- La ferme, à pignon à pas de moineau, dont le mur d'enceinte est percé d'un porche en plein cintre, encadré de pilastres à bossages et de vestiges de bas-reliefs : à droite, au-dessus d'une embrasure, un heaume et deux rameaux, le tout surmonté d'un fronton triangulaire ; à gauche, une date difficilement lisible, entourée d'un cartouche ovale, et un visage estompé[20].

- L'arbre de la Liberté, un marronnier planté, dit-on, le 14 juillet 1790, lors de la Fête de la Fédération[20].
- Circuit pédestre (balisage jaune et marron) des deux côtés des douves du château, long d'environ 3,5 kilomètres et sans difficulté particulière[33].

### Croutoy dans les arts et la culture
Une toile d'Edmond Daynes représentant l'église est conservée au musée Antoine-Vivenel de Compiègne.

### Héraldique
| Blason de Croutoy | Blason  | Écartelé : au 1) contre écartelé au I et au IV d'azur à la fleur de lys d'or, au II et III de gueules à la tour d'or coulissée, ajourée et maçonnée de sable, au 2) d'azur à la croix tréflée d'or accostée de deux crosses abbatiales affrontées du même, au 3) fascé d'argent et d'azur, les fasces d'argent chargées de six fleurs de lys de gueules ordonnées 3.2.1 au 4) de gueules à la lance de tournoi d'or au guidon d'argent chargé d'une aigle de sable, adextrée en pointe d'une fleurs de lys aussi d'or. |
| Blason de Croutoy | Détails | Le statut officiel du blason reste à déterminer. |